# Sztankovich Viktor
Sztankovich Viktor (névváltozatok: Sztankovics, Victor, Győző; Nemespann, 1908. április 8. – Párizs, 1988. július 9.) újságíró, rádiós szerkesztő.

## Élete
1936-ban mint a budapesti rádió riportereként Rómában, Nápolyban és Bécsben járt. 1939-ben az Országos Magyar Sajtókamara Újságírói főosztály negyedik szakosztályának elnökévé választották.
1943–1945 között a Szabad Magyarország Hangja, majd a Hadviseltek Világszövetsége információs igazgatója. 1945-1952 között a BBC, majd 1953-ig a SZER munkatársa. 1961-1981 között a NATO tájékoztató irodájának alkalmazottja, rádiójának bemondója és szerkesztője.
A második világháború idején Magyarországon a brit hírszerzésnek dolgozott. A Szabad Magyarok tagjaként 1944-től a Londoni Magyar Tanács ernyőszervezet tagja. Az Új Európa müncheni külpolitikai és kulturális folyóirat, valamint a Hungária és a Nemzetőr, ezen kívül a Magyar Figyelő idegenben munkatársa.

## Művei
- 1953: Az Únió állapotáról, Látóhatár IV/3, 184-185. o.
- 1957: A hontalanság diplomáciája, Köln,
- 1963/1983: Ein Hohelied der Gottesliebe, (németül)
- 1965: Der rotchinesisch-sowjetrussische Konflikt - Ursachen, Tatsachen und Folgen
- 1974: (fordítóként) Yves de Daruvar: The Tragic Fate of Hungary, Pennsylvania
- 1981/1989 A forradalom tanúi – Az Egyesült Nemzetek Szervezete Különbizottságának jelentése az 1956-os magyar forradalomról és szabadságharcról Budapest